# Bestseller-Fortsetzung
Bei einer Bestseller-Fortsetzung, also der Handlungsfortsetzung (dem „Sequel“) eines Roman-Bestsellers, handelt es sich auf Seiten des Autors und des Verlages regelmäßig um den Versuch, an den Verkaufserfolg des Originals anzuknüpfen.
Da das Fortschreiben existierender literarischer Werke ebenso wie deren Bearbeitung und Adaption urheberrechtlich geregelt ist – meist liegen die Auswertungsrechte beim Autor des Originals oder dessen Erben –, sind hier drei Fälle zu unterscheiden: a. das Fortschreiben eines Erfolgsromans durch dessen Autor selbst, b. das Fortschreiben durch einen zweiten Autor, der hierfür Erlaubnis eingeholt hat, und c. das Fortschreiben durch einen Autor, der ohne solche Erlaubnis handelt. Wenn im letztgenannten Falle das Sequel ausreichende Schöpfungshöhe besitzt, also ein Textkunstwerk darstellt, das gegenüber dem Originalwerk hohe Selbstständigkeit erlangt, sind die Auswertungsrechte des Autors des Originalwerkes unter Umständen nicht berührt.
Daneben sind gelegentlich auch populäre Werke fortgeschrieben worden, die einem Urheberrecht nicht oder nicht mehr unterliegen. Beispiele sind Ephraim Kishons Romeo-und-Julia-Fortsetzung Es war die Lerche (1974) und Lee Blessings Hamlet-Sequel Fortinbras (1992).

## Fortsetzungen durch den Autor des Originals
Hier einige Beispiele für Romanfortsetzungen, die vom Autor des Originals, der an seinen vorausgegangenen Verkaufserfolg anknüpfen wollte, selbst geschrieben wurden. Fälle wie die folgenden stehen in einem fließenden Übergang zu Werken, die von vornherein als Werkzyklus geplant waren.
- Lewis Carroll: Alice im Wunderland, England 1865

- Alice hinter den Spiegeln, England 1871

- Johanna Spyri: Heidis Lehr- und Wanderjahre, Schweiz 1880

- Heidi kann brauchen, was es gelernt hat, 1881

## Fortsetzungen durch weitere Autoren
Hier eine Liste von Fortsetzungen erfolgreicher Romane, die von anderen Autoren mit Einverständnis der Rechteinhaber publiziert worden:
- Jane Austen: Stolz und Vorurteil (Pride and Prejudice), UK 1813

- Emma Tennant: Pemberley, UK 1993
- Julia Barrett: Presumption, USA 1993

- Emily Brontë: Sturmhöhe (Wuthering Heights), UK 1847

- Jeffrey Caine: Heathcliff, UK 1977
- Lin Haire Sargeant: Heathcliff, USA 1992

- Charlotte Brontë: Jane Eyre, UK 1847

- Hilary Bailey: Mrs. Rochester, UK 1997

- Lew Tolstoi: Krieg und Frieden (Война и мир), Russland 1868/1869

- Vasily Staroi: Pierre and Natasha, Russland 1996

- H. G. Wells: Die Zeitmaschine (The Time Machine), UK 1895

- K. W. Jeter: Die Nacht der Morlocks (Morlock Night), USA 1979

- Bram Stoker: Dracula, UK 1897

- Dacre Stoker, Ian Holt: Dracula. Die Wiederkehr (Dracula the Un-dead), Kanada 2009

- F. Scott Fitzgerald: Der große Gatsby (The Great Gatsby), USA 1925

- Allen Stein: Gatsby's Daughters, USA 2014

- Margaret Mitchell: Vom Winde verweht (Gone With the Wind), USA 1936

- Alexandra Ripley: Scarlett, USA 1991
- Donald McCaig: Rhett (Rhett Butler's People), USA 2007

- Daphne du Maurier: Rebecca, GB 1938

- Susan Hill: Rebeccas Vermächtnis (Mrs. De Winter), GB 1993

- Mario Puzo: Der Pate (The Godfather), USA 1969

- Mark Winegardner: Der Pate kehrt zurück (The Godfather Returns), USA 2004

## Unzulässige Fortsetzungen
Zu den bekanntesten Fällen, in denen eine Bestseller-Fortsetzung unzulässig veröffentlicht wurde, zählt Jim Williams’ unter dem Pseudonym „Alexander Mollin“ publiziertes Doktor-Schiwago-Sequel Laras Tochter (1994). Die Rechte für Boris Pasternaks Roman befanden sich beim italienischen Feltrinelli-Verlag, der Williams die Fortsetzung auch gegen Bezahlung verwehrt hat. Nachdem der Bundesgerichtshof dem deutschen Verlag von Laras Tochter, Bertelsmann, die Vermarktung der Fortsetzung letztinstanzlich untersagt hat, konnte dieser keine weiteren Exemplare mehr an den Buchhandel ausliefern. Auch der Verlag der englischen Originalausgabe, Doubleday, hat Williams’ Buch nicht wieder aufgelegt.
Ein weiteres Beispiel ist der von Fredrik Colting unter dem Pseudonym John David California verfasste Roman 60 Years Later: Coming Through the Rye (2009), der die Handlung von J. D. Salingers Bestseller Der Fänger im Roggen (1951) fortsetzt.